# Буштени (Долж)
Буштени (рум. Bușteni) насеље је у Румунији у округу Долж у општини Мургаши. Oпштина се налази на надморској висини од 191 m.

## Становништво
Према подацима из 2002. године у насељу је живело 237 становника, од којих су сви румунске националности.